# 大公會議

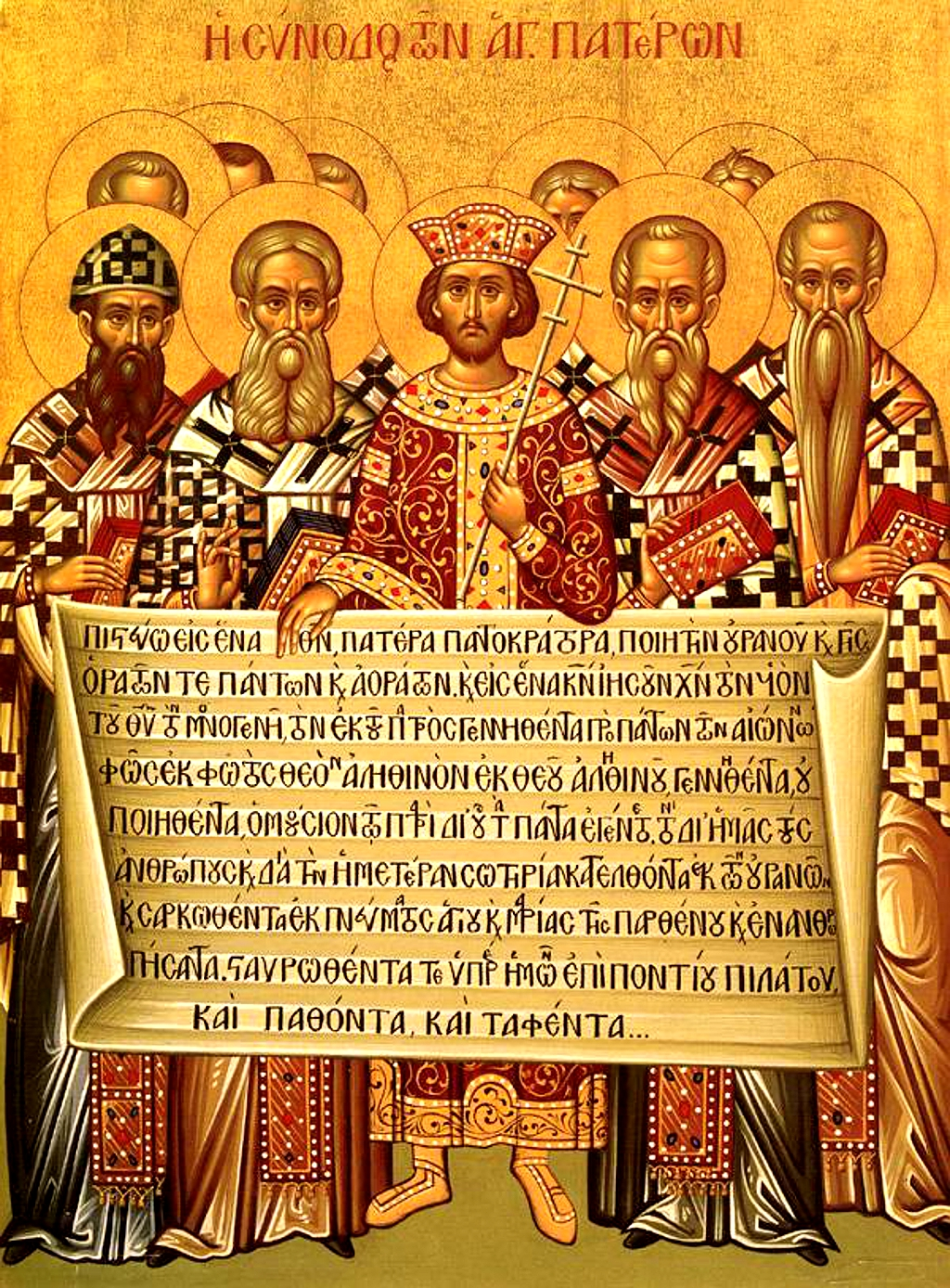
325年第一次尼西亞公會議上的神父和君士坦丁大帝

大公會議（英語：Ecumenical council），或稱公會議、普世公会议、普教會議，是傳統基督教中有普遍代表意义的世界性主教會議，咨审表决重要教务和教理争端。「大公」的英文「ecumenical」源自拉丁語「oecumenicus」，意為「全的，總的」，進而來自希臘文，意为“普世性的”。對基督教教義有深遠影響的基督教早期会议是第一次尼西亞公會議、第一次君士坦丁堡公會議和以弗所公會議。1054年，自東西教會大分裂之後，東正教只信守首七次大公會議所確立之大公會議信條。雖然第四次君士坦丁堡會議是在教會大分裂之前舉行，卻不獲東正教承認。故此，今日的東正教只承認七次大公會議，而天主教則認為是八次。在新教宗教改革运动之后，圣公会承认前七次大公会议；而加尔文宗，路德宗则只承认前四次大公会议。鉴于在第四次大公会议迦克墩公会议中，谴责了一位论的教会，而后形成东方正统教会，故东方正统教会只承认前三次大公会议。而教會大分裂之後的大公會議由天主教單方面舉行，所以內容不為東正教所承認。
儘管如此，部分東正教徒認為第四次君士坦丁堡大公會議（879-880年）、第五次君士坦丁堡大公會議（1341-1351年）和耶路撒冷會議（1672年）是大公會議。

## 歷次會議

### 前七次大公會議
天主教、東正教、圣公会、路德宗、归正宗等历史教会公認的會議如下：
- 第一次：第一次尼西亞公會議（325年，分裂出異端亞流派）
- 第二次：第一次君士坦丁堡公會議（381年）
- 第三次：以弗所公會議（431年，分裂出東方亞述教會，故东方亚述教会只承认前两次大公会议）
- 第四次：迦克墩公會議（或稱卡爾西頓會議；451年，分裂出東方正統教會，故东方正统教会只承认前三次大公会议）

天主教和東正教公認的會議如下：
- 第五次：第二次君士坦丁堡公會議（553年）
- 第六次：第三次君士坦丁堡公會議 （680-681年）
- 第七次：第二次尼西亞公會議（787年）

### 天主教認可的會議
天主教和東正教一同举行，但东西教会大分裂后东正教拒绝承认的会议：
- 第八次：第四次君士坦丁堡大公會議（869-870年）

其後只由天主教舉行會議如下：
- 第九次：第一次拉特朗大公會議（1123年）
- 第十次：第二次拉特朗大公會議（1139年）
- 第十一次：第三次拉特朗公會議（1179年）
- 第十二次：第四次拉特朗大公會議（1215年）
- 第十三次：第一次里昂大公會議（1245年）
- 第十四次：第二次里昂大公會議（1274年）
- 第十五次：維埃納大公會議（1311-1312年）
- 第十六次：康士坦斯大公會議（1414-1418年）
- 第十七次：佛羅倫斯大公會議（1438-1445年）
- 第十八次：第五次拉特朗大公會議（1512-1517年）
- 第十九次：特倫多大公會議（1545-1563年）
- 第二十次：第一次梵蒂岡大公會議（1869-1870年，分裂出舊天主教會）
- 第二十一次：第二次梵蒂岡大公會議（1962-1965年，分裂出聖庇護十世司鐸兄弟會）

### 東正教認可的會議
天主教和東正教一同举行，但东西教会大分裂后天主教拒绝承认的会议：
- 特鲁兰（昆尼色克特）公会议 (692年)
- 第八次：第四次君士坦丁堡大公會議（879-880年）

其后只由东正教举行的会议如下:
- 第九次：第五次君士坦丁堡公会议 （1341-1351年）
- 第十次：雅西公会议（1642年）
- 第十一次：莫斯科公会议（1666年，分裂出舊礼仪派，1970年代由莫斯科牧首区会议取消对其的诅咒，现今一些使用旧礼仪与俄罗斯正教会共融的教会出现）
- 第十二次：耶路撒冷公会议（1672年）
- 第十三次：君士坦丁堡公会议（1872年）
- 第十四次：克里特公会议（2016年），被称为泛东正教会议，非所有东正教会参加。

东正教要理问答教导有七个大公会议，并且有七个大公会议的节日。 尽管如此，一些东正教徒认为879-880年君士坦丁堡会议、1341-1351年君士坦丁堡会议和1672年耶路撒冷会议等事件是合一的：
- 特鲁兰会议 (692年）就基督教会不同部分的仪式遵守和文书纪律进行辩论。（被天主教徒拒绝，并被其视为君士坦丁堡第三届大公会议的延续。）
- 君士坦丁堡第四次公會議（东正教会召开） （879-880年）将弗提乌恢复为君士坦丁堡大牧首。 这发生在伊格内修斯死后，并得到了教皇的批准。
- 君士坦丁堡第五次公会议 （1341-1351年） 肯定了格雷戈里·帕拉马斯（Gregory Palamas）的静观神学 ，并谴责了塞米纳拉的巴拉姆 。
- 雅西会议 （1642年）审查并修订了 彼得·莫吉拉 (Peter Mogila) 的信仰声明（Expositio fidei，也称为 东正教信条 ）。
- 莫斯科会议（1666年）是泛东正教召集的会议，由俄罗斯沙皇亚历克西斯在莫斯科于当年4月组织召开。
- 耶路撒冷会议（1672年） 定义了相对于天主教和新教的东正教，定义了 正统的圣经正典 。
- 君士坦丁堡公会议（1872年）

尽管这些委员会的决定被认为是正统的，但它们不太可能获得正式的普世承认，因此东正教中有七个被普遍认为是普世的。在就东正教面临的几个问题进行辩论之后，2016 年泛东正教委员会 有时被称为潜在的“第八届大公会议”，但并非所有自治教会都有代表。

## 基督教其他重要会议
- 耶路撒冷会议：於48年或49年召開，決定了外邦人加入教會要遵守的條件。
- 希波公議會（英语：Synod of Hippo）：於398年召開，首場決定哪些作品收錄為聖經正典的教會會議。